# Koçaşlı, Sarıveliler
Koçaşlı là một xã thuộc huyện Sarıveliler, tỉnh Karaman, Thổ Nhĩ Kỳ. Dân số thời điểm năm 2011 là 420 người.